# Christoph Asendorf
Christoph Asendorf (* 22. Januar 1955 in Brome) ist ein deutscher Kunstwissenschaftler und Professor für Kunst und Kunsttheorie an der Europa-Universität Viadrina.

## Karriere
Nachdem Asendorf 1974 in Hannover das Abitur abgelegt hatte, studierte er von 1975 bis 1981 Kunstgeschichte, Germanistik und Geschichte an der Universität Heidelberg und der Freien Universität Berlin. Er schloss mit dem Magister Artium ab. 1984 wurde er promoviert mit der Schrift Batterien der Lebenskraft. Zur Geschichte der Dinge und ihrer Wahrnehmung im 19. Jahrhundert. Danach war er als freier Autor tätig und an Ausstellungen beteiligt. 1988 wurde er Lehrbeauftragter an der Hochschule der Künste Berlin. Ab 1990 arbeitete er als Wissenschaftlicher Mitarbeiter und Assistent von Bazon Brock an der Bergischen Universität Wuppertal. 1995 habilitierte er sich mit der Arbeit Super Constellation – Flugzeug und Raumrevolution – Die Wirkung der Luftfahrt auf Kunst und Kultur der Moderne. Seit 1996 ist Asendorf Professor für Kunst und Kunsttheorie an der Europa-Universität Viadrina. Im Wintersemester 2004/05 war er Visiting Fellow am Internationalen Forschungszentrum Kulturwissenschaften in Wien. 2008 erhielt er die Martin-Warnke-Medaille und den Wissenschaftspreis der Aby-Warburg-Stiftung. 2009/2010 forschte er als Senior Fellow am Internationalen Kolleg für Kulturtechnikforschung und Medienphilosophie der Bauhaus-Universität Weimar.

## Publikationen (Auswahl)
- Batterien der Lebenskraft: zur Geschichte der Dinge und ihrer Wahrnehmung im 19. Jahrhundert. Anabas-Verlag, Giessen 1984, ISBN 3-87038-112-4.
- Ströme und Strahlen: das langsame Verschwinden der Materie um 1900. Anabas-Verlag, Giessen 1989, ISBN 3-87038-140-X.
- Super-Constellation – Flugzeug und Raumrevolution: die Wirkung der Luftfahrt auf Kunst und Kultur der Moderne. Springer, Wien 1996, ISBN 3-211-82849-4.
- Entgrenzung und Allgegenwart: die Moderne und das Problem der Distanz. Fink, Paderborn 2005, ISBN 3-7705-4180-4.
- Knoten des zwischenmenschlichen Netzes: über Architektur und Kommunikation. König, Köln 2007, ISBN 978-3-86560-141-4.
- Planetarische Perspektiven: Raumbilder im Zeitalter der frühen Globalisierung. Fink, Paderborn 2017, ISBN 978-3-7705-6123-0

Beiträge
- Klaus Albrecht Schröder (Hrsg.): Edvard Munch : Thema und Variation. Hatje Cantz, Ostfildern-Ruit 2003, ISBN 3-7757-1250-X.
- Dorothy Kosinski (Hrsg.): Fernand Léger 1911 - 1924, der Rhythmus des Modernen Lebens. Kunstmuseum, Wolfsburg/Basel 1994, ISBN 3-7913-1334-7.